# Прилуков, Виталий Михайлович
Виталий Михайлович Прилуков (25 февраля 1939, Казань — 11 июня 2022, Москва) — заместитель Председателя КГБ СССР (1991), генерал-лейтенант (1989).

## Биография
Окончил авиационный техникум и Пермский политехнический институт (1963).
В 1963—1966 годах — на комсомольской работе в Перми: первый секретарь Ленинского районного комитета ВЛКСМ, заведующий организационным отделом городского комитета ВЛКСМ, секретарь городского комитета. В 1966—1969 годах — второй секретарь Пермского обкома ВЛКСМ. В 1969—1972 годах работал заместителем начальника цеха, начальником цеха на Пермском электроприборном заводе. В 1972—1973 годах — секретарь комитета КПСС Ленинского района Перми.
В 1973 году направлен на службу в органы госбезопасности. В 1975 году окончил двухгодичные курсы подготовки руководящего состава при Высшей школе КГБ СССР им. Ф. Э. Дзержинского. С 1975 года — на службе во Втором главном управлении КГБ СССР: в 1975—1977 годах — заместитель начальника отдела кадров, в 1977—1980 годах — заместитель начальника 10-го отдела, в 1980—1982 — начальник 13 отдела (атомная промышленность). С 1982 года — заместитель начальника Управления «П» (экономического) Второго главного управления КГБ СССР, в октябре 1982 года преобразованного в 6 Управление КГБ СССР. С апреля 1986 года первый заместитель начальника этого управления, Ф. А. Щербака.
Принимал участите в ликвидации последствий аварии на Чернобыльской АЭС. Подвергся радиационному воздействию. В июне 1987 назначен начальником Управления КГБ СССР по городу Ленинграду и Ленинградской области, в апреле 1989 переведен на должность начальника Управления КГБ СССР по Московской области и г. Москве, с 16 марта 1991 по совместительству стал заместителем председателя КГБ СССР. Член Коллегии КГБ СССР (23 мая 1987 — август 1991 г.).
Освобожден от должности Указом Президента СССР от 28 августа 1991 №УП-2473 за поддержку ГКЧП. По материалам служебного расследования он «17 августа был ознакомлен Крючковым В. А. с основным замыслом заговора и, начиная с 18 августа, осуществлял практические меры по участию в его реализации с использованием сил и средств УКГБ СССР. Принимал личное участие во всех совещаниях у руководства КГБ СССР и в МО СССР, где разрабатывались конкретные мероприятия по использованию войск, спецназа и оперативного состава в г. Москве, отдавал указания по их исполнению своим заместителям».
Совместно с сослуживцами Л. Шебаршиным и Н. Леоновым учредил в 1992 году ЗАО «Российская национальная служба экономической безопасности», став его генеральным директором.
Народный депутат РСФСР—России (1990—1993), член Комитета Верховного Совета РФ по вопросам законности, правопорядка и борьбы с преступностью, входил в состав фракции «Отчизна». С 1995 года — член центрального совета ВОПД «Духовное наследие»; с 1996 года — член координационного совета движения «Народно-патриотический союз России».

## Звания
- генерал-майор (17.12.1984)
- генерал-лейтенант (13.12.1989)